# 2-(R)-hidroksipropil-KoM dehidrogenaza
2--hidroksipropil-KoM dehidrogenaza (EC 1.1.1.268, 2-(2-(R)-hidroksipropiltio)etansulfonat dehidrogenaza) je enzim sa sistematskim imenom 2-(2-(R)-hidroksipropiltio)etansulfonat:NAD+ oksidoreduktaza. Ovaj enzim katalizuje sledeću hemijsku reakciju
2-()-hidroksipropil-KoM + + {\displaystyle \rightleftharpoons } 2-oksopropil-KoM + +
Ovaj enzim je visoko specifičan za (R)-2-hidroksialkil tioetre KoM-a, u kontrastu sa EC 1.1.1.269, 2-(S)-hidroksipropil-KoM dehidrogenazom, koja je visoko specifična za (S)-enantiomer. Ovaj enzim formira komponentu III četvorokomponentnog enzimskog sistema koji se sastoji od: EC 4.4.1.23 (2-hidroksipropil-KoM lijaza; komponenta I), EC 1.8.1.5 (2-oksopropil-KoM reduktaza (karboksilacija); komponenta II), EC 1.1.1.268 (2-(R)-hidroksipropil-KoM dehidrogenaza; komponenta III) i EC 1.1.1.269 (2-(S)-hidroksipropil-KoM dehidrogenaza; komponenta IV), koja učestvuje u epoksialkanskoj karboksilaciji kod Xanthobacter sp. vrste Py2.

## Literatura
- Nicholas C. Price; Lewis Stevens (1999). Fundamentals of Enzymology: The Cell and Molecular Biology of Catalytic Proteins (Third изд.). USA: Oxford University Press. ISBN 019850229X.
- Eric J. Toone (2006). Advances in Enzymology and Related Areas of Molecular Biology, Protein Evolution (Volume 75 изд.). Wiley-Interscience. ISBN 0471205036.
- Branden C; Tooze J. Introduction to Protein Structure. New York, NY: Garland Publishing. ISBN 0-8153-2305-0.
- Irwin H. Segel. Enzyme Kinetics: Behavior and Analysis of Rapid Equilibrium and Steady-State Enzyme Systems (Book 44 изд.). Wiley Classics Library. ISBN 0471303097.

## Spoljašnje veze
- 2-(R)-hydroxypropyl-CoM+dehydrogenase на 